# Internationales Festival der Laute
Das Internationale Festival der Laute findet seit 1996 einmal jährlich an verschiedenen Orten Deutschlands und der Schweiz statt. Veranstalter ist die Deutsche Lautengesellschaft.
Bei dem Festival finden Konzerte mit Lautenmusik sowie Vorträge, Workshops und Ausstellungen statt. Es besteht eine Zusammenarbeit mit einem ähnlichen Lautenfestival in den Niederlanden. Die veranstaltende Deutsche Lautengesellschaft e. V. hat etwa 300 Mitglieder.
Zu den auftretenden Künstlern gehören u. a. Evangelina Mascardi, Edin Karamazov und Nigel North.